# ジャワハルラール・ネルー・スタジアム
ジャワハルラール・ネルー・スタジアム（Jawaharlal Nehru Stadium、ヒンディー語: जवाहरलाल नेहरू स्टेडियम）はインドのデリーにある競技場。

## 概要
スタジアム名のジャワハルラール・ネルーは、インドの初代首相である。同スタジアムは1982年のアジア大会のメイン会場として使用されたほか、サッカーインド代表の試合や、クリケットのテストマッチも行われている。収容人数は60,000人でナレンドラ・モディ競技場、ソルトレイク・スタジアム、イーデン・ガーデンズに次ぎインドで4番目の規模を持つスタジアムである。2010年コモンウェルスゲームズでは開閉会式、陸上競技などが実施された。2025年は当地で世界パラ陸上競技選手権大会が開催予定